# Rayan Frikeche
Rayan Frikeche (in arabo ريان فريكيش‎?; Angers, 9 ottobre 1991) è un calciatore francese naturalizzato marocchino centrocampista o difensore del Wasquehal.

## Caratteristiche tecniche
Esterno destro, può giocare come terzino sulla stessa fascia e come mediano.